# Лист сімдесяти чотирьох
«Лист сімдесяти чотирьох» — загальна альтернативна назва двох документів: «Листа письменників Росії до Верховної Ради СРСР, Верховної Ради РРФСР, делегатів XXVIII З'їзду Комуністичної партії Радянського Союзу», підписаного 74 літераторами, а також його доопрацьованого після обрання президентом СРСР М. С. Горбачова варіанту — «Листа письменників, діячів культури та науки Росії Президенту СРСР, Верховній Раді СРСР, Верховній Раді РРФСР, делегатам XXVIII З'їзду Комуністичної партії Радянського Союзу».
Останній варіант звернення було оголошено відкритим для підписання. Ставлення літераторів до «Листа 74» виявилося у конфронтації всередині Спілки письменників СРСР та її поділі після подій серпня 1991 на «патріотичну» Спілку письменників Росії (СПР) та «ліберальну» Спілку російських письменників (СРП).

## Історія
Поява «Листа 74» бере початок у роки, що передували розпаду Радянського Союзу. Незважаючи на те, що в Конституції СРСР залишилося положення про «керівну і спрямовуючу» роль КПРС, партія на той час була значно ослаблена, а органи цензури практично припинили свою роботу.
Лунали заклики[де?] заборонити запланований до проведення 20—25 лютого 1990 року в Ленінграді культурно-освітній фестиваль «Російські зустрічі» за участю Валентина Распутіна, Василя Бєлова, Володимира Солоухіна, редакцій та авторів журналів «Наш сучасник», «Москва», «Молода гвардія», а також газет «Літературна Росія» та «Московський літератор». Противники заходу публічно заявляли, що він «гнатиме націоналістичну хвилю», викличе акти «хуліганства, насильства, і, не дай Боже, кровопролиття».
Подібні твердження викликали реакцію у відповідь. У газеті «Літературна Росія» 2 березня 1990 року було опубліковано «Лист письменників Росії до Верховної Ради СРСР, Верховної Ради РРФСР, делегатів XXVIII З'їзду Комуністичної партії Радянського Союзу», під яким поставили підписи 74 радянські літератори — у тому числі такі відомі письменники, як Петро Проскурін, Леонід Леонов, Валентин Распутін, Олександр Проханов, Юрій Лощиць, Вадим Кожинов, Юрій Кузнєцов та Володимир Крупін.
Після обрання президента СРСР цей текст із невеликими доповненнями Юрія Бондарєва та Марка Любомудрова був опублікований під назвою «Лист письменників, діячів культури та науки Росії президенту СРСР, Верховній Раді СРСР, Верховній Раді РРФСР, делегатам XXVIII З'їзду Комуністичної партії Радянського Союзу» в номері журналу Наш сучасник за квітень 1990 року.

## Зміст
Документ говорив:
|  | Під прапорами оголошеної «демократизації», будівництва «правової держави», під гаслами боротьби з «фашизмом і расизмом» у нашій країні розгнуздалися сили суспільної дестабілізації, на передній край ідеологічної перебудови висунулися наступники відвертого расизму. Їхній притулок — багатомільйонні за тиражами центральні періодичні видання, теле- і радіоканали, які мовлять на всю країну. Відбувається безприкладне в усій історії людства масоване цькування, шельмування і переслідування представників корінного населення країни <…> Тенденційні, сповнені національної нетерпимості, зарозумілості та ненависті публікації «Огонька», «Советской культуры», «Комсомольской правды», «Книжного обозрения», «Московских новостей», «Известий», журналів «Октябрь», «Юность», «Знамя» та ін. змушують зробити висновок, що пасинком нинішньої «революційної перебудови» є насамперед російський народ. <…> Людей російського походження — щодня, без жодних об'єктивних підстав іменують у пресі «фашистами» і «расистами»… Оригінальний текст (рос.) «Под знамёнами объявленной «демократизации», строительства «правового государства», под лозунгами борьбы с «фашизмом и расизмом» в нашей стране разнуздались силы общественной дестабилизации, на передний край идеологической перестройки выдвинулись преемники откровенного расизма. Их прибежище — многомиллионные по тиражам центральные периодические издания, теле- и радиоканалы, вещающие на всю страну. Происходит беспримерная во всей истории человечества массированная травля, шельмование и преследование представителей коренного населения страны <…> Тенденциозные, полные национальной нетерпимости, высокомерия и ненависти публикации «Огонька», «Советской культуры», «Комсомольской правды», «Книжного обозрения», «Московских новостей», «Известий», журналов «Октябрь», «Юность», «Знамя» и др. вынуждают заключить, что пасынком нынешней «революционной перестройки» является в первую очередь русский народ. <…> Люди русского происхождения — ежедневно, без каких-либо объективных оснований именуются в прессе «фашистами» и «расистами»…» |

На думку авторів,
|  | Русофобія в засобах масової інформації СРСР сьогодні наздогнала і перегнала зарубіжну, заокеанську антиросійську пропаганду. <…> Російську людину часто-густо називають «великодержавним шовіністом», який загрожує іншим націям і народам. Для цього брехливо, глумливо переписують історію Росії, так, що захист Вітчизни, святу героїку російського патріотичного почуття трактують як «генетичну» агресивність, самодостатній мілітаризм. <…> «Прогресивна» преса, зокрема й органи ЦК КПРС, насаджує блюзнірське поняття «російського фашизму»… Оригінальний текст (рос.) «Русофобия в средствах массовой информации СССР сегодня догнала и перегнала зарубежную, заокеанскую антирусскую пропаганду. <…> Русский человек сплошь и рядом нарекается «великодержавным шовинистом», угрожающим другим нациям и народам. Для этого лживо, глумливо переписывается история России, так, что защита Отечества, святая героика русского патриотического чувства трактуется как «генетическая» агрессивность, самодовлеющий милитаризм. <…> «Прогрессивная» пресса, в том числе и органы ЦК КПСС, насаждает кощунственное понятие «русского фашизма»…» |

Згідно з авторами листа, цей ярлик впроваджується, щоб відвернути увагу народу від зовнішніх загроз, виправдати руйнування Радянської Армії, дезавуювати перемогу СРСР у німецько-радянській війні, а також підштовхнути громадян до «переосмислення, скасування як події та складу злочину такої реальності, як зрада Батьківщині», співробітництво з іноземними фірмами та урядами на основі зради державних інтересів нашої країни". Загалом, як стверджувалося в документі, старанно впроваджуваний фантом «російського фашизму» був покликаний "навіяти самим росіянам комплекс провини, посилити їхнє відчуття національної приниженості, підірвати до кінця їхню національну самосвідомість, поставити під сумнів російське почуття патріотизму в будь-якому з його проявів ".
З точки зору авторів листа, після початку перебудови в «передових» органах друку стартувала кампанія ідеалізації єврейського народу «як істинно інтернаціоналістичного, найгуманнішого, найталановитішого, найпрацьовитішого і того, що приніс нібито найбільші жертви». Ця кампанія викликала особливе неприйняття підписантів.
Так, у документі значилося:
|  | Чи не показовий сам по собі факт, що фабрикація міфу про «російський фашизм» відбувається на тлі стрімкої реабілітації та безоглядної ідеалізації сіоністської ідеології? Ця ідеалізація однаково стосується нині і радянських, і зарубіжних культурних, громадських діячів єврейського походження — зокрема політичних діячів фашистської держави-агресора Ізраїлю. Ця суто расистська ідеалізація дійшла нині до ігнорування чи не всієї світової громадськості з її тверезими оцінками і висновками. Оригінальний текст (рос.) «Не замечателен ли сам по себе факт, что фабрикация мифа о «русском фашизме» проходит на фоне стремительной реабилитации и безоглядной идеализации сионистской идеологии? Эта идеализация равно касается нынче и советских, и зарубежных культурных, общественных деятелей еврейского происхождения — в том числе политических деятелей фашистского государства-агрессора Израиля. Эта чисто расистская идеализация дошла ныне до игнорирования едва ли не всей мировой общественности с её трезвыми оценками и выводами». |

У зверненні стверджувалося:
|  | Некритичне, солодкаво-розчулювальне, по суті — плазунське ставлення до єврейства в його минулому і сьогоденні, до тутешнього і зарубіжного, до імперіалістів і сіоністів, зокрема, виявляється, з погляду провідних засобів масової інформації, головним мірилом особистої, громадської, навіть професійної гідності радянських людей неєврейського походження… Оригінальний текст (рос.) «Некритическое, слащаво-умильное, по существу — раболепное отношение к еврейству в его прошлом и настоящем, к здешнему и зарубежному, к империалистам и сионистам в том числе, оказывается, с точки зрения ведущих средств массовой информации, главным мерилом личного, общественного, даже профессионального достоинства советских людей нееврейского происхождения». |

Лист вимагав «покласти край антиросійській, антиросійській кампанії у пресі, на радіо та телебаченні».
Закінчувався він такими словами:
|  | Завжди пам'ятайте про національну гідність великоросів, заповідану нам нашими славними предками, тисячолітньою історією Росії; щодня пам'ятайте, що ми, росіяни, — високоталановитий, по-геройськи відважний народ, який знає радість осмисленої, творчої праці, могутній духом. Що «російський характер», «російське серце», безкорислива російська відданість істині, російське почуття справедливості, співчуття, правди, нарешті — незнищенний, самовідданий російський патріотизм — все це ніколи і ніким не може бути вилучено зі скарбниці людського духу. Оригінальний текст (рос.) «Всегда помните о национальном достоинстве великороссов, завещанном нам нашими славными предками, тысячелетней историей России; ежедневно помните, что мы, русские, — высокоталантливый, геройски отважный, знающий радость осмысленного, созидательного труда, могучий духом народ. Что «русский характер», «русское сердце», бескорыстная русская преданность истине, русское чувство справедливости, сострадания, правды, наконец — неистребимый, беззаветный русский патриотизм — всё это никогда и никем не может быть изъято из сокровищницы человеческого духа.». |

## Реакція
Звернення викликало значний резонанс. До редакції «Літературної Росії» почали надходити позитивні відгуки, які газета регулярно публікувала. Водночас на «Лист 74» була й негативна реакція. Так, не запрошений до підписання заступник голови Фонду культури РРФСР та публіцист Сергій Миколайович Сєманов у своєму щоденнику зазначав:
|  | Сьогодні вийшов «маніфест» — лист кількох десятків письменників, дуже різкий. Дуже засмучений: так, обурення «російським фашизмом», звинувачення на адресу мерзенного Шаталіна (на Пленумі виступав) або тим паче Яковлєва за його новітню статтю в «Літературній газеті», співчуття російським біженцям, протести проти провокації в ЦДЛ та ін., — усе дуже правильно і корисно. Але… тут же про «сіонізм», злісні крики про «русофобію» в жидоїдському сенсі тощо, це тільки загострює обстановку. <…> Навіть труп Л. Леонова витягли, чим дуже пишаються (?!), його ж давно забули, зокрема, по суті, і «підписанти». Словом, принцип доміно, черезсмужжя двох різних кольорів; це вражає <…> Так, ще примітно, що немає підписів Солоухіна і Ф. Кузнєцова — випадково немає… Шкода, що підписали Распутін і Лихоносов, це за м'якістю, треба думати. Усього 74 підписи, з них 31 провінціал <…> І знову — звернення до начальства, усе на нього сподіваються… Галас буде великий, поб'ють, винищать кожного окремо, а «партія і уряд» не допоможуть, бо ні того, ні іншого в Росії вже немає. Оригінальний текст (рос.) «Сегодня вышел «манифест» — письмо нескольких десятков писателей, очень резкое. Очень расстроен: да, возмущение «русским фашизмом», обвинения в адрес мерзкого Шаталина (на Пленуме выступал) или тем паче Яковлева за его новейшую статью в «Литературной газете», сочувствие русским беженцам, протесты против провокации в ЦДЛ и проч., — всё очень правильно и полезно. Но… тут же о «сионизме», злобные вопли о «русофобии» в жидоедском смысле и т. п., это только накаляет обстановку. <…> Даже труп Л. Леонова вытащили, чем очень гордятся (?!), его же давно забыли, в том числе, по сути, и «подписанты». Словом, принцип домино, чрезполосица двух разных цветов; это впечатляет <…> Да, ещё примечательно, что нет подписей Солоухина и Ф. Кузнецова — случайно нет… Жаль, что подписали Распутин и Лихоносов, это по мягкости, надо полагать. Всего 74 подписи, из них 31 провинциал <…> И опять — обращение к начальству, всё на него надеются… Шум будет большой, изобьют, истреплют каждого в отдельности, а «партия и правительство» не помогут, ибо ни того, ни другого в России уже нет». |

Виступаючи проти появи «Листа 74», Семанов намагався напоумити деяких «підписантів» — і висловлював у щоденнику здивування їхньою реакцією:
|  | На мій подив, лагідний Лихоносов сказав, що тричі перечитував лист і плакав, що я не уявляю умов російської провінції… Ликошин шкодував, що є в тексті лайка на адресу Ізраїлю, але теж кріпився. Оригінальний текст (рос.) «К моему изумлению, кроткий Лихоносов сказал, что трижды перечитывал письмо и плакал, что я не представляю условий русской провинции… Лыкошин сожалел, что есть в тексте брань в адрес Израиля, но тоже крепился.» |

Сєманов запропонував своєму давньому другу, одному з лідерів Демократичної Росії Віктору Шейнісу підготувати «зустрічне» звернення від ліберально налаштованих письменників. Він відмічав:
|  | Треба, це шлях уперед, це для мене. Але хто підпише? Ф. Кузнєцов добре б, але аж надто наслідив. Ганичєв для тих не фігура. В. Осипов, о. Лев Лебедєв? Хто ще? Треба думати, а після виборів [до Верховної Ради і президента РРФСР] запустити. До речі, де? В «Огоньке», «Московских Новостях» і «Литературной России» не можна… Де?… Оригінальний текст (рос.) «Надо, это путь вперёд, это для меня. Но кто подпишет? Ф. Кузнецов хорошо бы, но уж больно наследил. Ганичев для тех не фигура. В. Осипов, о. Лев Лебедев? Кто ещё? Надо думать, а после выборов [Верховного Совета и президента РСФСР. – сост.] запустить. Кстати, где? В «Огоньке», «Московских Новостях» и «Литературной России» нельзя… Где?…» |

Пізніше для цих цілей були визначені, як «відносно нейтральні», видання Літературна газета та Известия. Про подальшу долю «відповіді патріотам» Сєманов в опублікованому щоденнику нічого не повідомляє.
«Лист 74» послужив не тільки індикатором настроїв, що панували тоді у низки літературних діячів, а й ґрунтом для підготовки поділу єдиної спільноти письменників СРСР, в якій на той час перебувало близько 11 000 осіб, на два крила: Спілка письменників Росії (СПР) та Спілка російських письменників (СРП). До першої увійшли ті, хто був солідарний з авторами «Листа 74», до другого — письменники, як правило, ліберальних поглядів.

## Підписанти
| - Віталій Маслов (Мурманськ) - Сергій Алєксєєв (Вологда) - Юрій Кузнєцов (Москва) - Петро Проскурін (Москва) - Леонід Леонов (Москва) - Володимир Лічутін (Москва) - Віктор Лихоносов (Краснодар) - Карем Раш (Москва) - Федір Сухов (Горький) - Анатолій Іванов (Москва) - Михайло Вишняков (Чита) - Микола Воронов (Москва) - Борис Бурсов (Ленінград) | - Ірина Стрєлкова (Москва) - Віктор Кочетков (Москва) - Володимир Бушин (Москва) - Тетяна Глушкова (Москва) - Тамара Сабліна (Омськ) - Михайло Лобанов (Москва) - Борис Лапін (Іркутськ) - Єгор Ісаєв (Москва) - Володимир Бондаренко (Москва) - Анатолій Знаменський (Краснодар) - Сергій Ликошин (Москва) - Олег Михайлов (Москва) - Анатолій Василевський (Володимир) | - Микола Дорошенко (Москва) - Сергій Вікулов (Москва) - Дмитро Жуков (Москва) - Станіслав Китайський (Іркутськ) - Станіслав Куняєв (Москва) - Едуард Скобелєв (Мінськ) - Арсеній Ларіонов (Москва) - Валентин Распутін (Іркутськ) - Юрій Прокушев (Москва) - Маргарита Ногтєва (Москва) - Валерій Мурзаков (Омськ) - Вільям Козлов (Ленінград) | - Юрій Сбитнєв (Москва) - Аполлон Кузьмін (Москва) - Ростислав Філіппов (Іркутськ) - Ігор Шафаревич (Москва) - Владислав Шаповалов (Бєлгород) - Вадим Кожинов (Москва) - Тетяна Четверікова (Омськ) - Олександр Проханов (Москва) - Віктор Петелін (Москва) - Сергій Панюшкін (Липецьк) - Мая Ганіна (Москва) - Валентин Сорокін (Москва) | - Михайло Годенко (Москва) - Михайло Петров (Калінін) - Сергій Воронін (Ленінград) - Микола Шундік (Москва) - Галина Литвинова (Москва) - Віктор Коротаєв (Вологда) - Віктор Калугін (Москва) - Володимир Крупін (Москва) - Юрій Бородкін (Ярославль) - Петро Виходцев (Ленінград) - Григорій Калюжний (Москва) - Петро Паламарчук (Москва) | - Олександр Бологов (Псков) - Олександр Сегень (Москва) - Владлен Машковцев (Магнітогорськ) - Лев Князєв (Владивосток) - Олег Кочетков (Москва) - Володимир Ширіков (Вологда) - Віктор Смирнов (Смоленськ) - Микола Кузін (Свердловськ) - Юрій Лощиц (Москва) - Микола Шипилов (Новгород) - Валерій Рогов (Москва) - Борис Споров (Москва) |